# Bythiospeum clessini
Bythiospeum clessini is een slakkensoort uit de familie van de Hydrobiidae. De wetenschappelijke naam van de soort is voor het eerst geldig gepubliceerd in 1883 door Weinland.